# Paul Bollenback
Paul Bollenback (Hinsdale, 1959. június 6. –) amerikai dzsesszgitáros.

## Pályakép
Hétévesen Paul Bollenback egy nejlonhúros gitárt kapott édesapjától, aki klasszikusan képzett trombitás volt. Amikor tizenegy éves volt, családja  indiai Új-Delhibe költözött egy hároméves tanácsadói megbízás okán. Ott  egy életre szóló érdeklődést szerzett az egzotikus zenék és hangszínek iránt. Amikor családja visszatért az Egyesült Államokba, apja vett neki egy elektromos gitárt, és elkezdett rajta rock and rollt játszani. Aztán megismerte Miles Davis munkásságát és zenei érdeklődése örökre megváltozott.
Gitározozott Scott Ambush, Charlie Byrd, Joey DeFrancesco, Herb Ellis, Della Reese, Arturo Sandoval és Stanley Turrentine mellett.
Modern dzsesszt játszik. Bollenback érzelmileg kifejező stílusa és eklektikus megközelítése Carlos Santana, Wes Montgomery, George Benson, John Scofield, Pat Metheny, Kenny Burrell, Herbie Hancock, Bill Evans, John Coltrane, Wayne Shorter, Jimi Hendrix zenéje hallgatásának, tanulmányozásának és játszásának eredménye. 
1997-ben tanítani kezdett (American University).

## Lemezeiből
- 1995: Original Visions
- 1997: Double Gemini
- 1999: Soul Grooves
- 2000: Double Vision
- 2001: Dreams
- 2006: Brightness of Being
- 2007: Invocation
- 2014: Portraits in Space and Time